# GABRG2
GABRG2 (англ. Gamma-aminobutyric acid type A receptor gamma2 subunit) – білок, який кодується однойменним геном, розташованим у людей на короткому плечі 5-ї хромосоми.  Довжина поліпептидного ланцюга білка становить 467 амінокислот, а молекулярна маса — 54 162.
| 10         |  | 20         |  | 30         |  | 40         |  | 50         |
| ---------- |  | ---------- |  | ---------- |  | ---------- |  | ---------- |
| MSSPNIWSTG |  | SSVYSTPVFS |  | QKMTVWILLL |  | LSLYPGFTSQ |  | KSDDDYEDYA |
| SNKTWVLTPK |  | VPEGDVTVIL |  | NNLLEGYDNK |  | LRPDIGVKPT |  | LIHTDMYVNS |
| IGPVNAINME |  | YTIDIFFAQT |  | WYDRRLKFNS |  | TIKVLRLNSN |  | MVGKIWIPDT |
| FFRNSKKADA |  | HWITTPNRML |  | RIWNDGRVLY |  | TLRLTIDAEC |  | QLQLHNFPMD |
| EHSCPLEFSS |  | YGYPREEIVY |  | QWKRSSVEVG |  | DTRSWRLYQF |  | SFVGLRNTTE |
| VVKTTSGDYV |  | VMSVYFDLSR |  | RMGYFTIQTY |  | IPCTLIVVLS |  | WVSFWINKDA |
| VPARTSLGIT |  | TVLTMTTLST |  | IARKSLPKVS |  | YVTAMDLFVS |  | VCFIFVFSAL |
| VEYGTLHYFV |  | SNRKPSKDKD |  | KKKKNPAPTI |  | DIRPRSATIQ |  | MNNATHLQER |
| DEEYGYECLD |  | GKDCASFFCC |  | FEDCRTGAWR |  | HGRIHIRIAK |  | MDSYARIFFP |
| TAFCLFNLVY |  | WVSYLYL    |  |            |  |            |  |            |

A: Аланін

C: Цистеїн

D: Аспарагінова кислота

E: Глутамінова кислота

F: Фенілаланін

G: Гліцин

H: Гістидин

I: Ізолейцин

K: Лізин

L: Лейцин

M: Метіонін

N: Аспарагін

P: Пролін

Q: Глутамін

R: Аргінін

S: Серин

T: Треонін

V: Валін

W: Триптофан

Кодований геном білок за функціями належить до іонних каналів, хлорних каналів. 
Задіяний у таких біологічних процесах як транспорт іонів, транспорт, альтернативний сплайсинг. 
Білок має сайт для зв'язування з хлоридом. 
Локалізований у клітинній мембрані, мембрані, клітинних контактах, клітинних відростках, цитоплазматичних везикулах, синапсах.